# Association de Soccer de Blainville
O Association de Soccer de Blainville é um clube de futebol semi-profissional com sede em Blainville no Canadá. Disputa a Première Ligue de soccer du Québec e em 2018 e 2019 participou do Campeonato Canadense de Futebol.

## Títulos
- Première Ligue de soccer du Québec: 2017 e 2018
- PLSQ Cup Championship: 2016 e 2017